# 이임학 군
이임학 군 또는 리 군(영어: Ree group)은 이임학이 발견한 유한 단순군의 부류이다. 이임학이 발견한 2F4(22n+1)와 2G2(32n+1), 그리고 스즈키 군(Suzuki groups) 2B2의 세 종류가 있다. 모두 리 형 군(groups of Lie type)에 속한다.

## 같이 보기
- 유한 단순군